# Numin He
Numin He (kinesiska: 努敏河) är ett vattendrag i Kina. Det ligger i provinsen Heilongjiang, i den nordöstra delen av landet, omkring 120 kilometer norr om provinshuvudstaden Harbin.
Genomsnittlig årsnederbörd är 833 millimeter. Den regnigaste månaden är juli, med i genomsnitt 217 mm nederbörd, och den torraste är januari, med 8 mm nederbörd.